# Kunasia hyalinata
Kunasia hyalinata är en insektsart som beskrevs av Kato 1929. Kunasia hyalinata ingår i släktet Kunasia och familjen dvärgstritar. Inga underarter finns listade i Catalogue of Life.